# Campylopus cryptopodioides
Campylopus cryptopodioides är en bladmossart som beskrevs av Brotherus 1900. Campylopus cryptopodioides ingår i släktet nervmossor, och familjen Dicranaceae. Inga underarter finns listade i Catalogue of Life.